# Tonno Callipo Vibo Valentia
Tonno Callipo Vibo Valentia ist ein italienischer Männer-Volleyballverein aus Vibo Valentia in der Region Kalabrien, der in der italienischen Serie A spielt.
Tonno Callipo Vibo Valentia wurde 1993 gegründet und spielte von 2004 bis 2007 sowie seit 2008 in der höchsten italienischen Spielklasse „Serie A1“. In dieser Zeit spielten auch die deutschen Nationalspieler Christian Pampel, Frank Dehne und Björn Andrae für den Verein. 2012/13 spielte Denis Kaliberda und 2013/14 Patrick Steuerwald in Vibo Valentia. In der Saison 2018/19 war Tom Strohbach Spieler des Clubs.